# Manel Gibert Vallès
Manel Gibert Vallès (Reus, 16 de enero de 1966) es un poeta andorrano de origen español en lengua catalana, además de ser autor de cuentos y ensayos sobre literatura catalana.

## Biografía
Nace en Reus, provincia de Tarragona, España y se licencia en filosofía en la Universidad de Barcelona.
Gibert Vallès ha trabajado como profesor de lengua y literatura catalana en diversos centros hasta que se traslada a Andorra donde enseña en un instituto de enseñanza secundaria. Además, ha realizado trabajos fotográficos y ha sido colaborador habitual durante el periodo 2002-2005 del periódico Diario de Andorra.
Se dio a conocer en 1998 cuando ganó el premio de poesía de la biblioteca pública del Gobierno de Andorra, por su poemario Pluja; este premio volvería a ganarlo cuatro años más tarde con Cuadern d'Arans (una suite de tankes i haikus. En 2005, gana el prestigioso Premio Miquel Martí i Pol por Avida Dollars.
Manel Gibert es un participante activo de la vida literaria andorrana y catalana, habitual de recitales y coloquios literarios, además de pertenecer en el consejo de la revista artística y literaria Portella, donde también publica su obra.

## Obras
- Pluja (2000)
- Cuadern d'Arans (2003)
- Blaus a la deriva (2010)
- A l'ombra del solstici (2017)